# Francisco Javier Errázuriz Ossa
Francisco Javier Errázuriz Ossa, P.Schönstatt (Santiago de Chile, 5 september 1933) is een Chileens geestelijke en een kardinaal van de Rooms-Katholieke Kerk.
Errázuriz Ossa bezocht het Liceo Alemán in Santiago en studeerde vervolgens wiskunde aan de Pauselijke Universiteit van Chili. Na zijn afstuderen trad hij toe tot de Schönstatt-beweging, een oorspronkelijk Duitse, katholieke, beweging die zich toelegt op de Mariedevotie. Hij studeerde vervolgens filosofie in Fribourg (Zwitserland) en promoveerde aldaar in de godgeleerdheid. Hij werd op 16 juli 1961 priester gewijd. Hierna vervulde hij verschillende pastorale en bestuurlijke werkzaamheden voor de Schönstatt-Bewegung in Chili. Hij werkte nauw samen met de aartsbisschop van Santiago, Raúl Silva Henríquez, die veel belang hechtte aan het werk van de beweging. Hij kreeg uiteindelijk hoge functies binnen Schönstatt, waarvan hij uiteindelijk Algemeen Overste was. In die hoedanigheid reisde hij over de gehele wereld.
Paus Johannes Paulus II benoemde Errázuriz Ossa op 22 december 1990 tot secretaris van de Congregatie voor de Instituten van Gewijd Leven en Gemeenschappen van Apostolisch Leven en tot titulair aartsbisschop van Hólar. Hij was de rechterhand van de Belgische prefect van deze Congregatie, Jean Jérôme Hamer, OP. Hij ontving op 6 januari 1991 zijn bisschopswijding uit handen van Giovanni Battista Re, op dat moment substituut op het Staatssecretariaat van de Heilige Stoel en Justin Francis Rigali, secretaris van de Congregatie voor de Bisschoppen.
Op 24 september 1996 werd Errázuriz Ossa benoemd tot bisschop van Valparaiso met de persoonlijke titel van aartsbisschop. Op 17 mei 1998 later volgde zijn benoeming tot aartsbisschop van Santiago de Chile en metropoliet van de Chileense kerkprovincie. Van 2003 tot 2007 was hij voorzitter van de Latijns-Amerikaanse bisschoppenconferentie.
Tijdens het consistorie van 21 februari 2001 werd Errázuriz Ossa kardinaal gecreëerd in de rang van kardinaal-priester. De Santa Maria della Pace werd zijn titelkerk. Hij nam deel aan de conclaven van 2005 en 2013. Op 5 september 2013, bij het bereiken van de 80-jarige leeftijd, verloor hij het recht te stemmen in een toekomstig conclaaf.
Errázuriz Ossa ging op 15 december 2010 met emeritaat.
Van 2013 tot 2018 was Errázuriz Ossa lid van de Raad van Kardinalen.